# Saisy
Saisy est une commune française située dans le département de Saône-et-Loire, en région Bourgogne-Franche-Comté.

## Géographie
Saisy, village qui comporte plusieurs hameaux, est une petite commune de Saône-et-Loire dont le territoire s'étend de part et d'autre de la ligne de partage des eaux entre la mer Méditerranée et l'océan atlantique.

### Villages, hameaux, lieux-dits, écarts
Saisy Le Bourg, Changey, la Forêt, la Vesvre, Sivry

### Climat
Pour des articles plus généraux, voir Climat de la Bourgogne-Franche-Comté et Climat de Saône-et-Loire.
En 2010, le climat de la commune est de type climat océanique dégradé des plaines du Centre et du Nord, selon une étude du Centre national de la recherche scientifique s'appuyant sur une série de données couvrant la période 1971-2000. En 2020, Météo-France publie une typologie des climats de la France métropolitaine dans laquelle la commune est exposée à un climat océanique altéré et est dans une zone de transition entre les régions climatiques « Lorraine, plateau de Langres, Morvan » et « Bourgogne, vallée de la Saône ».
De 1971 à 2000, la température annuelle moyenne est de 9,9 °C, avec une amplitude thermique annuelle de 16,9 °C. Le cumul annuel moyen de précipitations est de 874 mm, avec 12,3 jours de précipitations en janvier et 7,7 jours en juillet. De 1991 à 2020, la température moyenne annuelle observée sur la station météorologique de Météo-France la plus proche, « La Rochepot », sur la commune de La Rochepot à 10 km à vol d'oiseau, est de 10,6 °C et le cumul annuel moyen de précipitations est de 849,5 mm. 
La température maximale relevée sur cette station est de 39 °C, atteinte le 12 août 2003 ; la température minimale est de −21 °C, atteinte le 9 janvier 1985,,.
Les paramètres climatiques de la commune ont été estimés pour le milieu du siècle (2041-2070) selon différents scénarios d'émission de gaz à effet de serre à partir des nouvelles projections climatiques de référence DRIAS-2020. Ils sont consultables sur un site dédié publié par Météo-France en novembre 2022.

## Urbanisme

### Typologie
Au 1er janvier 2024, Saisy est catégorisée commune rurale à habitat très dispersé, selon la nouvelle grille communale de densité à sept niveaux définie par l'Insee en 2022.
Elle est située hors unité urbaine et hors attraction des villes,.

### Occupation des sols
L'occupation des sols de la commune, telle qu'elle ressort de la base de données européenne d’occupation biophysique des sols Corine Land Cover (CLC), est marquée par l'importance des territoires agricoles (83,8 % en 2018), une proportion identique à celle de 1990 (83,8 %). La répartition détaillée en 2018 est la suivante : prairies (64,5 %), forêts (16,2 %), terres arables (14,7 %), zones agricoles hétérogènes (4,5 %). L'évolution de l’occupation des sols de la commune et de ses infrastructures peut être observée sur les différentes représentations cartographiques du territoire : la carte de Cassini (XVIIIe siècle), la carte d'état-major (1820-1866) et les cartes ou photos aériennes de l'IGN pour la période actuelle (1950 à aujourd'hui).

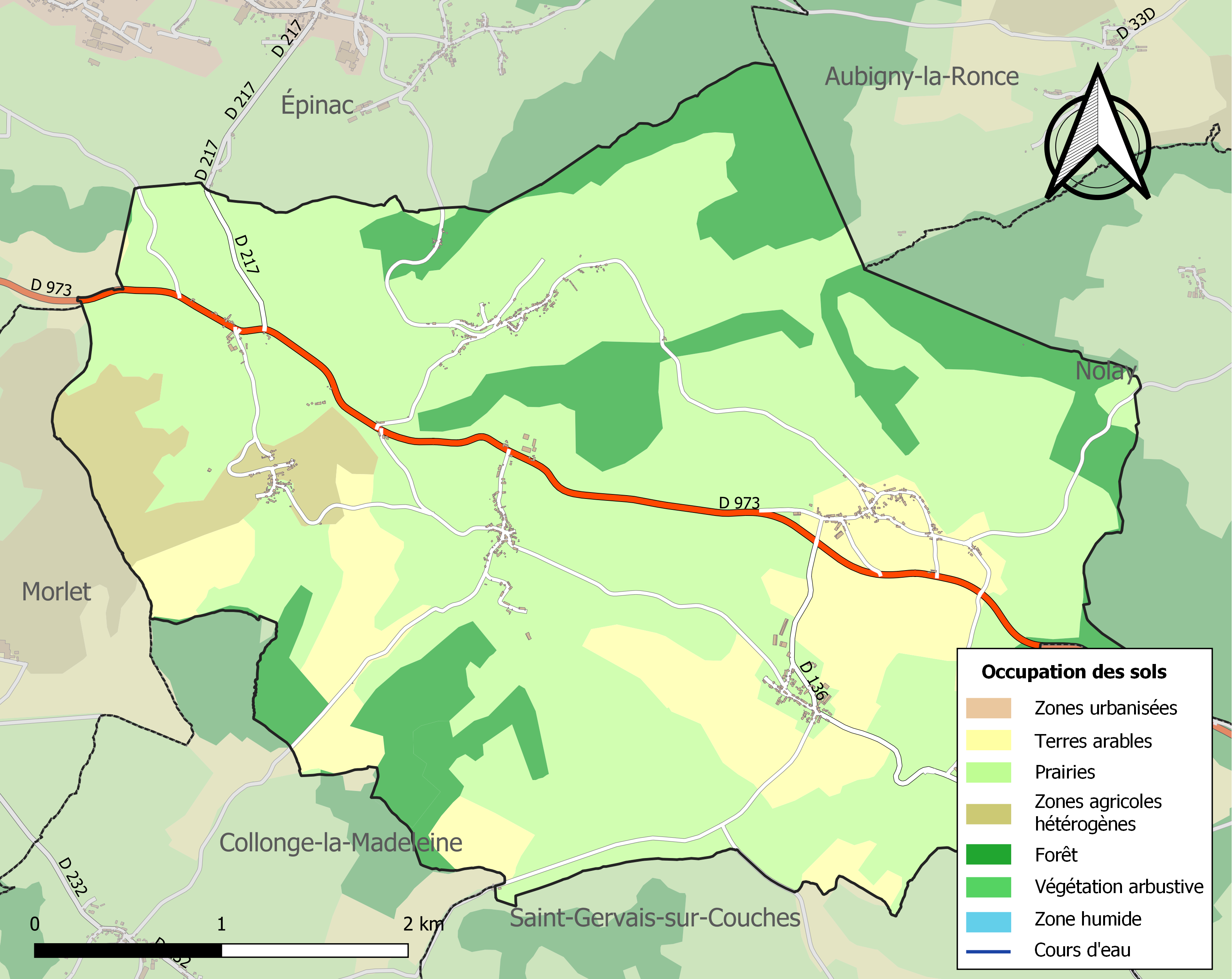
Carte des infrastructures et de l'occupation des sols de la commune en 2018 (CLC).

## Histoire
La ville de Saisy doit son nom à la famille de Saisy (plus tard de Saisy de Kerampuil), originaire de la région et qui s'installe en Bretagne à la fin du XIIe siècle. Le nom originel viendrait de Sociacum. Le village est une dépendance de la seigneurie de Sivry. Au cœur du bourg siège l'église romane de Saisy.

### XVIIe-XVIIIesiècles
En 1709, la famine qui sévit dans le royaume de France est particulièrement sévère à Saisy. Celle-ci est en effet rapportée par l'abbé Tonnard, curé du village, qui la relate dans les registres de baptêmes, mariages et sépultures de la paroisse. Il s'avère que les registres paroissiaux de cette année 1709 recensent 138 décès alors que la moyenne des décès à cette époque est d'environ 6 par an (moyenne pour les années 1697 à 1701) pour un village totalisant quelque 250 âmes. Et, comme le mentionne le curé dans ses notes, ce nombre ne tient pas compte des nombreux habitants qui ont été forcés de quitter le village dans l'espoir de trouver de la nourriture ailleurs, et qui sont morts le long des chemins. Le curé estime le nombre de décès à presque 200.

Ci-dessous, les notes du curé de Saisy, rédigées en décembre 1709 et transcrites en français moderne :
Ceux qui liront ces registres seront sans doute surpris de voir une grande mortalité, mais ils seraient encore davantage d'en apprendre les funestes causes, ce qui m'a fait prendre la résolution d'en laisser quelque chose à la postérité. On ne peut penser à tant de maux dont nous avons été les témoins qu'avec une douleur extrême, et leur seul souvenir fait horreur… et disons que la Divine Bonté lassée des pêchés des hommes a voulu les punir.
Il faudrait commencer par dire que Dieu semblait vouloir avertir les hommes depuis plusieurs années par une très grande stérilité des terres ne produisant presque rien, par des révolutions des saisons extraordinaires : plus de fruits, des années passées sans hiver, et il faisait glacial au mois d'avril. On a vu les 29 et 30 mars les blés en fleurs, puis tout perdus par la neige qui, causant le froid, fit geler les dits blés, de sorte qu'on ne recueillit pas les semences et d'en d'autres lieux rien du tout. On ne prenait même pas la peine de vouloir moissonner la paille qui resta pourrir sur la terre. Une autre année, des vents furieux se levèrent soufflant avec tant de véhémence qu'ils renversèrent beaucoup de maisons et déracinèrent en cette seule paroisse plus de deux mille pieds d'arbres. Les pluies si abondantes, les orages si effroyables qu'il semblait que Dieu voulait encore punir le monde par un second déluge. Des maisons renversées, des villages entiers engloutis, une infinité de personnes noyées, les prairies abimées et couvertes de boues, et quantité d'autres effets funestes qu'il me serait trop long de rapporter, ont été les causes de tant de maux que nous avons vu avec frayeur depuis 1692. Les temps ont été si déréglés qu'on avait peine à remarquer les saisons et il semblait que l'hiver soit confondu dans l’été… De si grands dérèglements dans les saisons causaient la stérilité de la terre et des maladies dangereuses aux hommes. Ce qui était de surprenant, c'est qu'on en a trouvé plusieurs qui par des chaleurs soudaines et par des coups de soleil trop violents ont été étouffés en un instant.
La nature s'est employée à produire chaque année des maladies extraordinaires qui ont souvent estourbi ?.. par des fièvres pestilentielles, des flux de sang, du pourpre (purpura, maladie d'éruption de boutons), maladies portées par de l'air infecté de villes en villes, et qui ont fait des ravages terribles. On remarque qu'à Paris en une année sont morts plus de cent mille personnes, plus de trente-deux mille à Lyon, plus de quatre à cinq mille à Dijon et autant, en rapport, dans les autres villes.
On n'a plus sonné les cloches pour les défunts de peine d'effrayer le reste du peuple déjà assez contaminé. On a observé que les airs empestés allaient en volant de villes en villes, les unes après les autres, le mal commençant toujours du côté de la Saône, et surtout à Mâcon et à Chalon.
Voilà ce qui s'est arrivé depuis environ 18 ans. Cependant ces maux, on avait de quoi les soulager. Mais en cette malheureuse année de mil-sept-cent-neuf, toutes sortes de maux sont venus en même temps punir les hommes. On ne peut penser à cette année de misère qu'avec horreur. Avec une guerre déclarée depuis plus de vingt ans, toute l'Europe étant en feu, toute l'Europe comme la France : des batailles effroyables, des provinces ravagées, des taxes, des subsides, des impôts et des vexations horribles avaient déjà mis le peuple dans une dette d'argent extrême. Les provisions des années passées (qui étaient stériles) très petites et une guerre sanglante qui dévore tout, sont la source de la famine que nous endurons, fléaux terribles de Dieu qui nous châtient. Voilà en peu de mots la source de cette famine :
L'année 1709, le sixième de janvier, à deux heures après midi, le soleil étant opposé à Saturne, il se leva une bise si forte qui apporta un froid si sanglant qu’il était en son dernier degré et jamais il ne s'était fait une froidure plus vigoureuse qui dura jusqu'au mois de mars. La terre était couverte de neige et les blés auraient été conservés si elle avait toujours tenu, mais le jour elle fondait. En janvier le temps s'éclaircissant, il gelait plus fort qu’auparavant, toujours en augmentant, et cela à trois ou quatre reprises de sorte que n'y ayant plus de neige sur la terre, elle ne put conserver les blés. La gelée se fortifiant toujours déracina les dits blés Des campagnes auparavant couvertes de verdure ne paraissaient plus que terre stérile qui ne pouvait entretenir le blé.
Et la plupart étonnés de ce spectacle allaient dans les champs creuser la terre pour voir s'il ne se trouvait pas encore le germe, mais inutilement… et leurs espérances furent vaines. On a tout perdu excepté quelques petits cantons qu’on avait faits dans les bois et qui furent conservés par la neige qui ne fondit pas dans les endroits couverts.
Le peuple donc tout consterné, hors d’espérance de récoltes, sans provision, était en alarme car on ne pouvait sortir du blé de villes. Le (prix) du blé monta et ceux qui en avaient ne voulaient pas en vendre, en le conservant dans des cheminées (des silos). On vendit le dit grain, jusqu’à quatorze francs le froment, douze livres le seigle, six livres l'orge et quatre francs l’avoine, et quelques chers qu'ils fussent, personne ne voulait en vendre dans les marchés. On se l'arrachait des mains et chacun en voulait avoir pour son argent, les plus forts l'enlevaient et les plus faibles étaient malheureusement foulés aux pieds. Les pauvres gens qui n’avaient ni blé, ni argent avaient déjà pris la résolution d’aller sur les chemins qui pourtant donnaient si grande épouvante que personne n'osait se mettre en campagne pour faire voyage, car on était attaqué partout même jusqu’aux maisons de la campagne, etc. et les seigneurs ne pouvaient en chercher (du grain), ni le mettre sur les chemins qu’en assemblant de grosses troupes d'hommes armés
Pressés de faim, les pauvres n'ayant ni grain ni argent défendaient leur malheureuse vie de toutes les manières ; les riches avec leur argent n’avaient pas plus d’espérance puisque personne ne voulait vendre. En ces tristes circonstances, tout le monde, pour défendre cette malheureuse vie, se faisait la guerre, et les faibles pressés par la faim couraient partout pour échapper à la mort. Ils étaient finalement arrêtés par cette Cruelle qui les étouffait et en faisait de tristes exemples. On en trouvait dans les bois, proches des buissons, dans la campagne et sur tous les chemins, les uns demi-morts, les autres déjà expirés, et quelques-uns si languissants et si pressés de la faim qu’ils ne pouvaient faire un pas. Nous en avons trouvé quantité en cette paroisse. Et un grand nombre de nos paroissiens ayant quitté ces lieux pour aller chercher leur vie dans un pays plus abondant et moins stérile, ont fini leurs malheureuses vies de la même manière que les autres, dans un pays où ils s'imaginaient la prolonger. Et nous en comptons près de deux cents en cette seule paroisse que la famine a enlevé de cette vie, tant en ce lieu qu'ailleurs où plusieurs ont été trouvés du côté de Chalon et de Beaune déjà expirés sur les grands chemins. C'était une chose pitoyable de voir toute sorte de personnes dans les prairies cherchant des herbes en pâturant comme des bêtes, leurs visages déformés, pâles, livides abattus et leurs corps chancelants semblables à des squelettes. Tandis que ces malheureux combattaient pour leur vie, les bourgeois et habitants de ces villes, avec la force armée, sortaient des villes en bataillons et allaient assiéger les maisons de campagne où ils cherchaient du grain. Ils firent des greniers d'abondance qu'ils remplirent du blé qu’ils venaient d’enlever par force dans les villages. Ils étaient souvent plus de deux ou trois cents hommes armés, faisant des espèces de sièges des maisons qui étaient capables de résister et il put même y avoir deux ou trois hommes tués. Le grenier de cette ville fut bientôt rempli de 14 à 15 mil mesures de blé. Toutes les villes de la province en firent de même. Mais Dieu les punit car le (prix) du grain qu’on voyait monter jusqu'à la somme de vingt livres décrut en cinq ou six mois à cinq ou six livres. Il n'y eut que pour la semence des mois de septembre et octobre que le froment se vendait encore dix livres.
Pendant ce temps-là, on faisait des processions de tous les endroits du diocèse qui venaient à Saint Lazare pour implorer la miséricorde de Dieu sur son peuple. Il y arrivait tous les jours un peuple infini qui venait de 20 à 25 lieues de la ville épiscopale (Autun). On ne pouvait voir ces processions sans être vraiment touché.
Et dans cette consternation, le pain était si rare qu'on n'en pouvait avoir, les boulangers ne voulant en faire. Le pain d'avoine s'est vendu jusqu’à cinq sols la livre et la plupart ne vivaient que de pain de fougères.
Dieu enfin touché de tant de maux, qui demanderaient des livres entiers (pour être décrits) et qui ne peuvent être exprimés dans un si petit abrégé, Dieu apaisa sa colère… L'année en suite le bon grain ne se vendit plus que trois livres, les habitants des villes furent punis de leur violence par une abondance imprévue… tout redevenant à bon prix. Dieu nous préserve.

— Tonnard, curé de Saizy 

## Politique et administration
| Période                                  | Période   | Identité              | Étiquette | Qualité |
| ---------------------------------------- | --------- | --------------------- | --------- | ------- |
| avant 1988                               | ?         | Marcel Jeannot        |           |         |
| juin 1995                                | mars 2008 | Jean-François Regnier |           |         |
| mars 2008                                | mars 2014 | Magali Flety          |           |         |
| mars 2014                                | en cours  | Denis Luneau          |           |         |
| Les données manquantes sont à compléter. |           |                       |           |         |

## Démographie
L'évolution du nombre d'habitants est connue à travers les recensements de la population effectués dans la commune depuis 1793. Pour les communes de moins de 10 000 habitants, une enquête de recensement portant sur toute la population est réalisée tous les cinq ans, les populations de référence des années intermédiaires étant quant à elles estimées par interpolation ou extrapolation. Pour la commune, le premier recensement exhaustif entrant dans le cadre du nouveau dispositif a été réalisé en 2004.

En 2022, la commune comptait 349 habitants, en évolution de +6,08 % par rapport à 2016 (Saône-et-Loire : −1,06 %, France hors Mayotte : +2,11 %).
| 1793 | 1800 | 1806 | 1821 | 1831 | 1836  | 1841  | 1846  | 1851  |
| ---- | ---- | ---- | ---- | ---- | ----- | ----- | ----- | ----- |
| 700  | 717  | 809  | 895  | 948  | 1 116 | 1 200 | 1 205 | 1 249 |

| 1856  | 1861  | 1866  | 1872  | 1876  | 1881  | 1886  | 1891  | 1896 |
| ----- | ----- | ----- | ----- | ----- | ----- | ----- | ----- | ---- |
| 1 258 | 1 224 | 1 266 | 1 159 | 1 169 | 1 115 | 1 074 | 1 015 | 990  |

| 1901 | 1906 | 1911 | 1921 | 1926 | 1931 | 1936 | 1946 | 1954 |
| ---- | ---- | ---- | ---- | ---- | ---- | ---- | ---- | ---- |
| 928  | 968  | 942  | 827  | 822  | 802  | 742  | 564  | 448  |

| 1962 | 1968 | 1975 | 1982 | 1990 | 1999 | 2004 | 2006 | 2009 |
| ---- | ---- | ---- | ---- | ---- | ---- | ---- | ---- | ---- |
| 455  | 427  | 368  | 329  | 305  | 308  | 310  | 312  | 316  |

| 2014 | 2019 | 2022 | - | - | - | - | - | - |
| ---- | ---- | ---- | - | - | - | - | - | - |
| 329  | 343  | 349  | - | - | - | - | - | - |

## Lieux et monuments
Sont à voir à Saisy :
- l'église Saint-Pierre, du XIIIe siècle, classée Monument historique depuis 1913[19], avec chœur gothique, clocher à colonnes et nef plafonnée remaniée ;
- la forteresse de Sivry (Saisy), château de la Tour, ayant appartenu à Nicolas Rolin, chancelier du duc Philippe le Bon de 1422 à 1462 ;
- la forteresse de La Forêt (Saisy), ayant également appartenu au chancelier Nicolas Rolin ;
- la croix de la Vieille Rue, croix de chemin en pierre calcaire qui pourrait dater du XIIIe ou du XIVe siècle (le socle, de plan carré, est à base carrée chanfreinée, le fût étant quant à lui de section octogonale à tailloir carré ; la croix évidée est formée de quatre segments de cercle à extrémités fleuronnées, avec une représentation du Christ sur la face ouest) ;
- le tunnel de Changey, ouvrage aménagé sur l'ancienne ligne ferroviaire relient Étang-sur-Arroux et Santenay, aujourd'hui désaffecté et reconnu comme site de reproduction d'importance régionale pour nombre d'espèces de chauve-souris (le tunnel est protégé depuis 2024 par un arrêté préfectoral de protection du biotope)[20].

## Pour approfondir